# Antal Márk

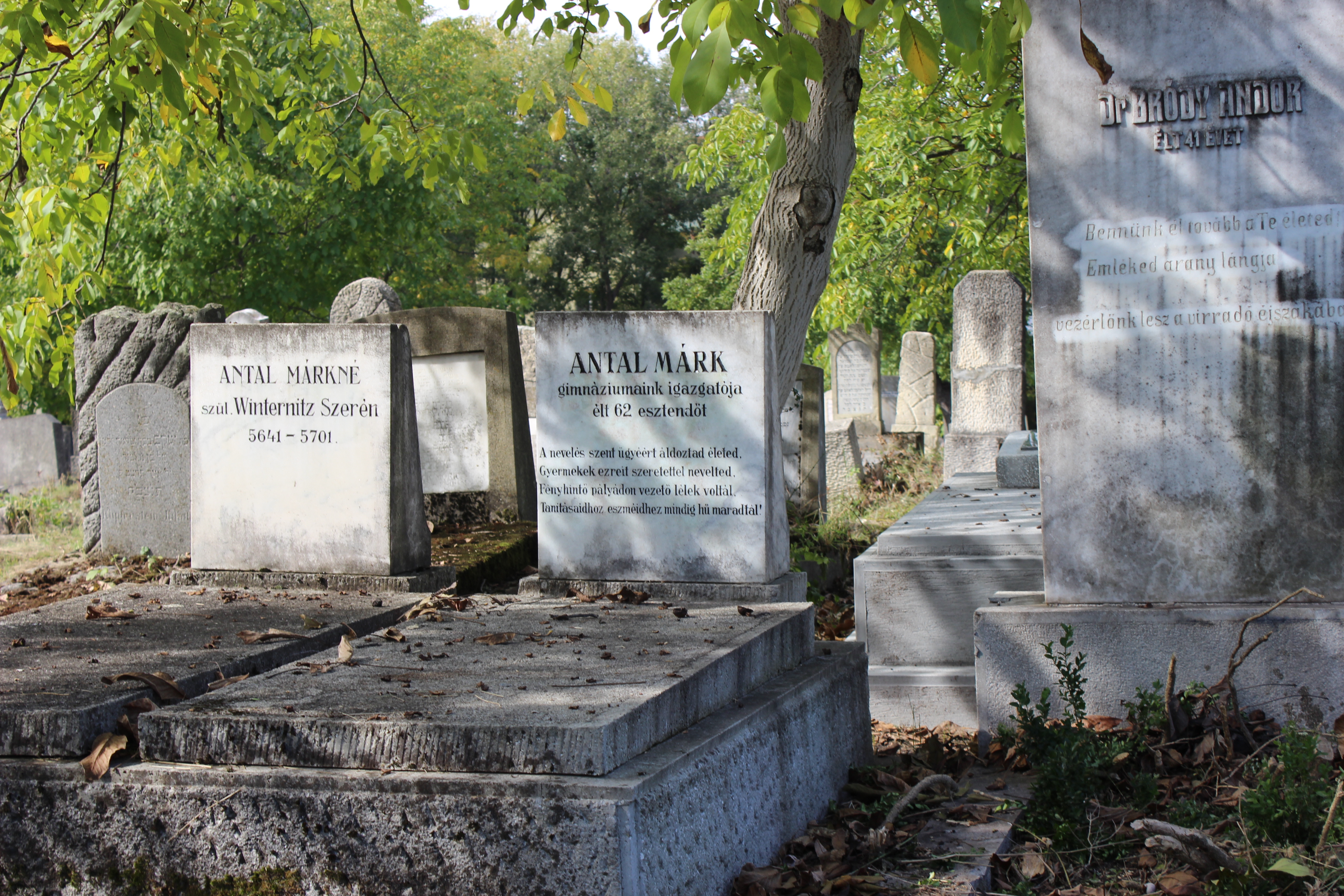
Sírja a kolozsvári ortodox zsidó temetőben (Tordai út 154–156)

Antal Márk, 1898-ig Kohn (Devecser, 1880. április 18. – Kolozsvár, 1942. október 29.) pedagógus, matematikus, művelődéspolitikus. Antal János és Antal István apja. Megszervezte és igazgatta Kolozsvárott a Tarbut Zsidó Líceumot.

## Életútja
Kohn Simon és Preis Mária fia, izraelita vallású. 1905. július 6-án Budapesten, a Józsefvárosban házasságot kötött Winternitz Szerénnel, Winternitz Antal és Friedmann Fanni lányával. 1907-ben felvették a budapesti Reform szabadkőműves páholyba. Budapesti tanulmányai után ugyanott tanár, 1907-től a Középiskolai Mathematikai Lapok társszerkesztője, 1919-ben a Közoktatásügyi Népbiztosságon dolgozott. A matematikát fontos fegyvernek tartotta a természet erői ellen vívott harcban, dolgozatai a kapcsolástant és a geometriai szerkesztések elméletét bővítették.
Művelődéspolitikájának vezető elve az oktatás folytonosságának biztosítása megfelelő iskolán kívüli intézmények szervezésével. A Magyarországi Tanácsköztársaság bukása után Bécsbe emigrált, majd Kolozsvárra költözött, s a Tarbut (héberül 'művelődés') Országos Zsidó Iskolaegyesület igazgatójaként működött. Az izraelita felekezetű középiskola tanári karába valláskülönbség nélkül vont be haladó szellemű értelmiségieket.
A szakszervezeti munkások szabad-iskolájának rendszeres előadója (1921–25), majd Déznai Viktorral, Fürst Oszkárral és Hegedűs Árpáddal közösen az Ifjú Kelet c. zsidó ifjúsági folyóiratot szerkesztette (1922). Iskolájának megszüntetése után 1927-től a Minerva biztosító társaság matematikusa. Lakásán marxista társadalomtudományi szemináriumokat szervezett, hallgatói közt volt a fiatal Bányai László, Csőgör Lajos, Demeter János, Jancsó Elemér, Méliusz József, Mikó Imre, Tamási Áron, Vincze János.
Az Erdélyi Múzeum-Egyesület (EME) természettudományi szakosztályának munkatársa, ismertette Albert Einstein relativitáselméletét, méltatta a Bolyaiakat. Az 1940 őszén kiharcolta, hogy létrejöjjön a kolozsvári zsidó gimnázium, amelynek haláláig igazgatója volt. Matematikai tárgyú írásai kéziratban maradtak.